# Donckers Koffie-Jelly Belly

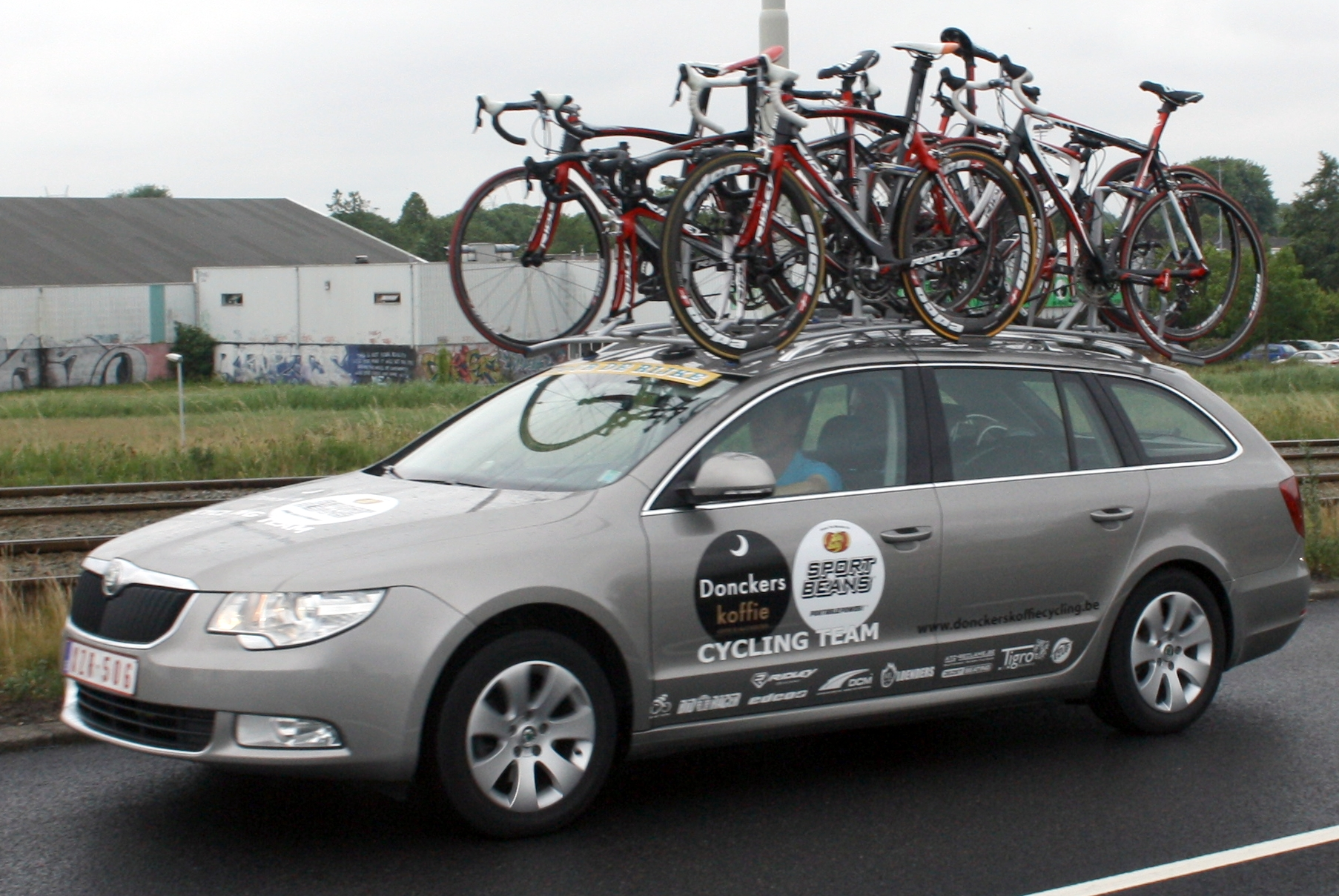
Vehicle de l'equip al 2011

L'equip Donckers Koffie-Jelly Belly, conegut anteriorment com a Qin Cycling Team, (codi UCI: QCT) va ser un equip ciclista belga que va competir de 2010 a 2011.

## Principals victòries
- Gran Premi del 1r de maig - Premi d'honor Vic de Bruyne: Jan Kuyckx (2010)
- Volta al Brabant flamenc: Stijn Steels (2010)
- Handzame Classic: Steve Schets (2011)

### Grans Voltes
- Tour de França
  - 0 participacions

- Giro d'Itàlia
  - 0 participacions

- Volta a Espanya
  - 0 participacions

## Classificacions UCI
L'equip va participar diferents temporades com a equip continental

### UCI Àsia Tour
| Temporada | Classificació per equips | Millor ciclista en la classificació individual |
| --------- | ------------------------ | ---------------------------------------------- |
| 2010      | 58è                      | James Spragg (252è)                            |

### UCI Europa Tour
| Temporada | Classificació per equips | Millor ciclista en la classificació individual |
| --------- | ------------------------ | ---------------------------------------------- |
| 2010      | 69è                      | Stijn Steels (357è)                            |
| 2011      | 47è                      | Steve Schets (120è)                            |

### UCI Oceania Tour
| Temporada | Classificació per equips | Millor ciclista en la classificació individual |
| --------- | ------------------------ | ---------------------------------------------- |
| 2010      | 17è                      | Jeremy Yates (31è)                             |